# Rosborg Sø
Rosborg Sø ligger i Midtjylland og var oprindelig en sø på mellem 50 og 70 ha beliggende på militærets øvelsesterræn  ved Finderup vest for Viborg og området er ejet af Forsvarsministeriet.
Den blev forsøgt afvandet i  flere omgange, fra midten af 1800-tallet. Den ligger i den øvre ende af Mønsted Ådal. Resterne af den tidligere Rosborg Sø kan i dag ses som tre mindre søer på tilsammen ca. 3 ha beliggende i den nordlige ende af området. Mod nord er der et randmorænelandskab; Syd for Rosborg Sø ved udspringet af Mønsted Å lige syd for den tidligere sø, breder de store hedesletter sig.
Rosborg Sø er udpeget som et Natura 2000 og Habitatområde for at bevare naturtyper naturtyper som bl.a. rigkær, kildevæld, hængesæk og en række dyre- og plantearter. Der var først i 2000-tallet planer om at gendanne søen, men de blev opgivet, da det ville ødelægge de naturtyper man forsøgte at bevare i området. Området ved Rosborg Sø huser ynglebestande af flere  mindre hyppige fuglearter, og området er en vigtig lokalitet for småsommerfugle, herunder flere arter som kun forekommer enkelte andre steder i Danmark.
Vest for den tidligere  Rosborg Sø, ligger voldanlæg Rosgaarde Voldsted fra slutningen af 1300-tallet, som også kaldes Margrethevold  Området blev fredet i 1952. Arealet udgør en 2,5 km lang vold der indhegner et område på 85 ha.

## Eksterne kilder og henvisninger
1. ↑  Om Rosgaarde Voldsted på Danmarks Naturfredningsforenings websted.

- Om Natura 2000-plan 37 Rosborg Sø Arkiveret 3. september 2012 hos  Wayback Machine på Naturstyrelsens websted
- Naturplanen
- Om Rosborg Sø, Kjeld Hansen på dettabteland.dk

|  | Denne artikel om lokaliteten Rosborg Sø kan blive bedre, hvis der indsættes et (bedre) billede. Du kan hjælpe ved at afsøge Wikimedia Commons for et passende billede eller lægge et op på Wikimedia Commons med en af de tilladte licenser og indsætte det i artiklen. |

56°25′31.74″N 9°12′54.14″Ø / 56.4254833°N 9.2150389°Ø